# Thomas G. Otte
Thomas G. Otte, auch T.G. Otte, (geboren  17. März 1967) ist ein britischer Historiker.

## Leben
Thomas G. Otte war zunächst Lecturer in Internationaler Geschichte an der University of the West of England in Bristol. Er war Mitarbeiter der Zeitschrift Diplomacy & Statecraft. Otte wurde dann Professor für Geschichte der Diplomatie an der University of East Anglia. Er schrieb Beiträge im English Historical Review, im Historical Journal sowie im Journal der Historical Association History. Zwischen 2019 und 2023 gehörte er dem Vorstand der Royal Historical Society an.

## Schriften (Auswahl)
- T. G. Otte, Geoff R. Berridge, Maurice Keens-Soper: Diplomatic Theory from Machiavelli to Kissinger. Palgrave, 2001
- The Makers of British Foreign Policy: From Pitt to Thatcher. Palgrave, 2002
- The China Question: Great Power, Rivalry and British Isolation, 1894–1905. Oxford University Press, 2007
- T. G. Otte, K. Neilson: The Office of the Permanent Under-Secretary for Foreign Affairs, 1854–1946. Routledge, 2009
- T. G. Otte, G. Stone (Hrsg.): Anglo-French Relations since the late eighteenth century. Routledge, 2009
- T. G. Otte, Lothar Höbelt: (Hrsg.): A Living Anachronism? European Diplomacy and the Habsburg Monarchy. Festschrift für Francis Roy Bridge zum 70. Geburtstag. Wien: Böhlau, 2010
- The Foreign Office Mind: The Making of British Foreign Policy, 1865–1914. Cambridge University Press, 2011[1]
- (Hrsg.): Coalitions in British Politics: From the Glorious Revolution to Cameron-Clegg. London: Social Affairs Unit, 2011
- (Hrsg.): Coalition Govenment in Modern British Politics. London: Social Affairs Unit, 2011
- (Hrsg.): Diplomacy and Power: Studies in Modern Diplomatic Practice: Essays in Honour of Keith Hamilton. Dordrecht: Republic of Letters, 2012
- T. G. Otte, Paul Readman (Hrsg.): By-elections in Victorian and Edwardian Politics, 1832–1914. Woodbridge: Boydell and Brewer, 2013
- July Crisis: The World’s Descent into War, Summer 1914. Cambridge: Cambridge University Press, 2014[2]
- (Hrsg.): An Historian in Peace and War: The Diaries of Harold Temperley, 1900–1939. Farnborough: Ashgate Publishing, 2014
- (Hrsg.): The Age of Anniversaries: The Cult of Commemoration, 1895–1925. London: Routledge, 2017
- Bismarck und Salisbury: Partner und Rivalen. Friedrichsruh: Otto-von-Bismarck-Stiftung, 2018
- (Hrsg.): British World Policy and the Projection of British Power, 1830–1960. Cambridge: Cambridge University Press, 2019
- Statesman of Europe: A Life of Sir Edward Grey. Allen Lane, 2020
- Keith Neilson, T. G. Otte: The Foreign Office’s War, 1939–1941: British Strategic Foreign Policy and the Major Neutral Powers. Boydell and Brewer, 2022